# Gymnothorax saxicola
Gymnothorax saxicola es una especie de pez de la familia de los morénidas en el orden de los Anguilliformes.

## Morfología
Los machos pueden llegar a alcanzar los 60 cm de longitud total.

## Distribución geográfica
Se encuentra desde Nueva Jersey (Estados Unidos) hasta el sur de Florida, al este del Golfo de México, Cuba y Belice.